# Phoenicurusia scintillans
Phoenicurusia scintillans är en fjärilsart som beskrevs av Hugo Theodor Christoph 1887. Phoenicurusia scintillans ingår i släktet Phoenicurusia och familjen juvelvingar. Inga underarter finns listade i Catalogue of Life.